# Horisme columbia
Horisme columbia är en fjärilsart som beskrevs av Mcdunnough 1927. Horisme columbia ingår i släktet Horisme och familjen mätare. Inga underarter finns listade i Catalogue of Life.